# Lucifer

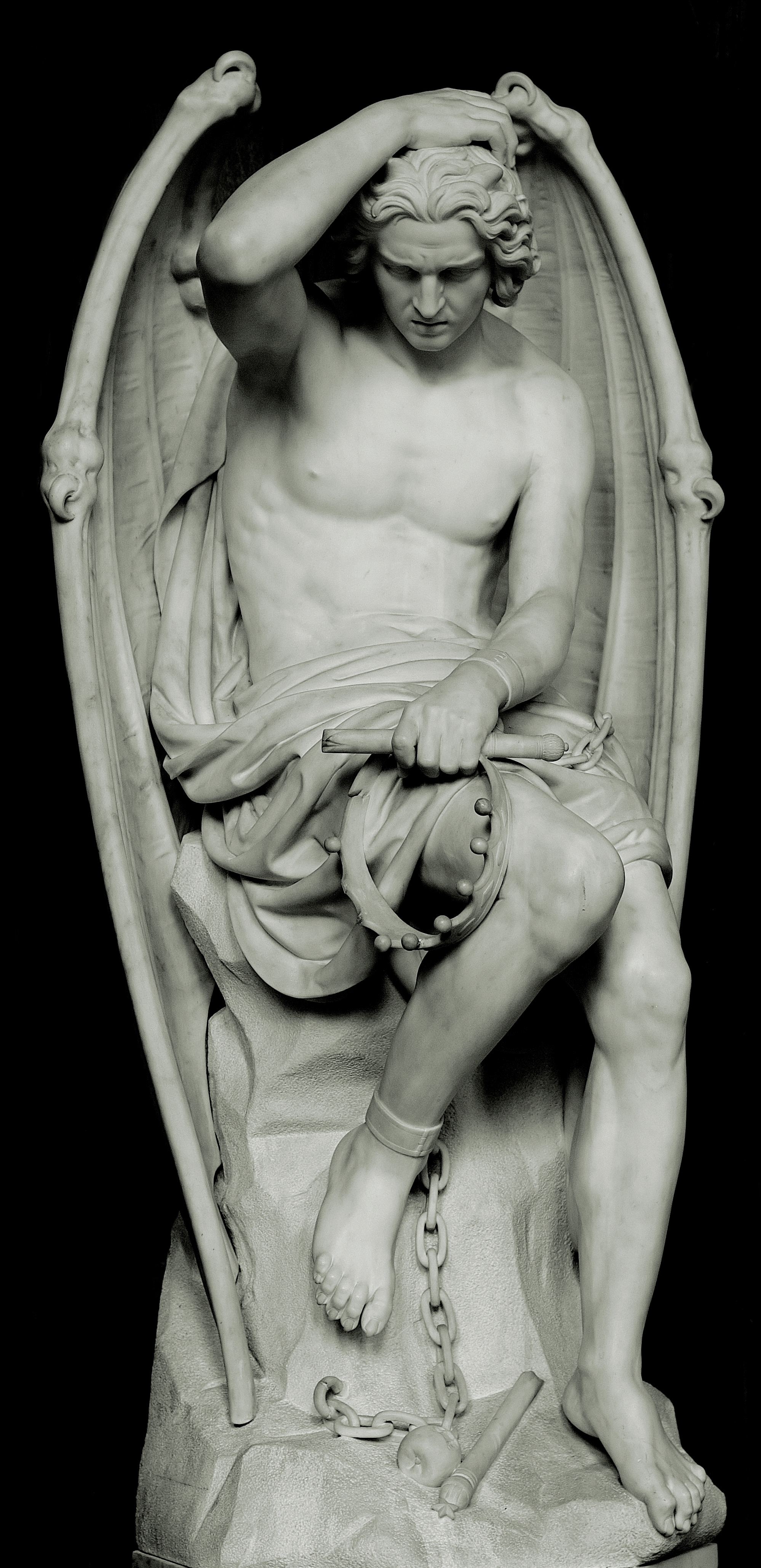
Statuie a lui Lucifer, din Liege.

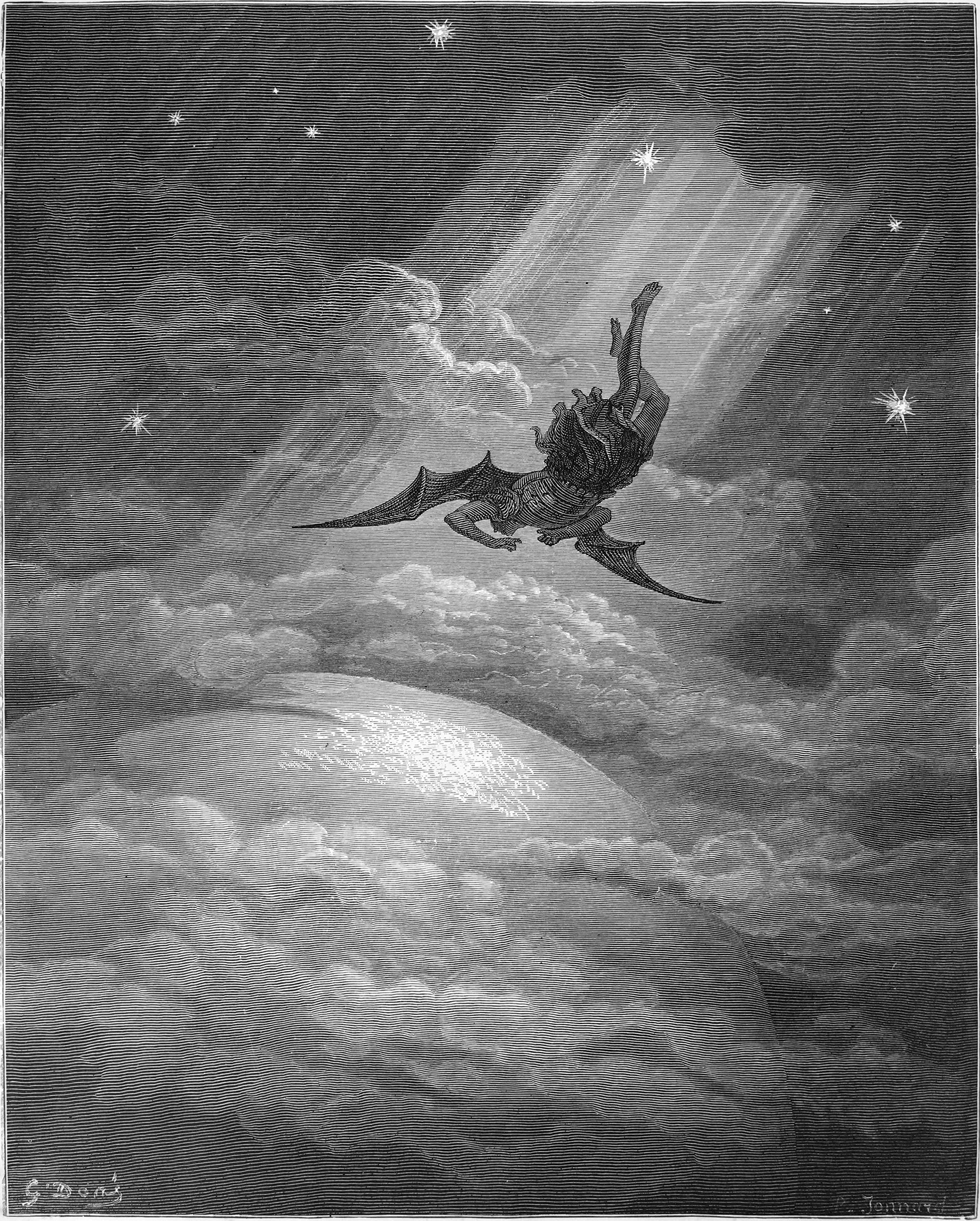
Căderea lui Lucifer, ilustrație de Gustave Doré pentru Paradisul pierdut de John Milton.

Lucifer este un nume deseori dat Satanei în credința creștină. Această asociere a lui Lucifer cu un înger căzut vine dintr-o interpretare particulară a unui pasaj din Biblie (Isaia 14:3-20) care vorbește despre cineva care primește numele "steaua zilei" sau "steaua dimineții" (în latină, Lucifer). Același cuvânt latin este folosit ca stea în Petru 1:19 și oriunde altundeva fără legătură cu Satana. Totuși, în multe scrieri mai târzii decât cele ale Bibliei, cuvântul latin a fost folosit ca un nume care îl desemnează pe Satana, astăzi termenul adoptând aproape exclusiv această semnificație.
În latină, cuvântul "Lucifer" care înseamnă "aducător de lumină" (de la lux, lucis, "lumină" și ferre,"a aduce"), este un nume pentru "steaua dimineții" (planeta Venus cu înfățișarea ei întunecată). Biblia vulgata, versiunea Bibliei în latina vulgară, folosește acest cuvânt de două ori pentru a se referi la "steaua dimineții": o dată în Petru 1:19  pentru a traduce cuvântul grecesc "Φωσφόρος"(Phosphoros),[3] care are același sens literal al expresiei "aducătorul de lumină" cum are "Lucifer" în latină; și o dată în Isaia 14:12 pentru a traduce "הילל" (Hêlēl), care înseamnă și "steaua dimineții". În pasajul mai târziu, titlul de "steaua dimineții" este dată tiranului rege babilonian, despre care profetul spune că va cădea. Acest pasaj a fost aplicat ulterior prințului demonilor, astfel că numele de "Lucifer" a început să fie folosit pentru Satana și a fost răspândit cu ajutorul unor lucrări strict literare, precum Infernul lui Dante Alighieri și Paradisul pierdut al lui John Milton, dar pentru vorbitorii de engleză cea mai mare influență a fost determinată de utilizarea în traducerea bibliei ediția „King James”.
Un pasaj similar din Ezechiel 28:11-19, privind "regele din Tir", a fost aplicat, de asemenea, și lui Satana, contribuind la imaginea tradițională a Satanei și a căderii sale.
Pe baza versetului 22:16 din Apocalipsa unde Isus vorbeste despre sine ca fiind Lucifer, Luceafăr sau Steaua strălucitoare a dimineții (stella splendida matutina), primii creștini au folosit numele de Lucifer ca fiind un nume al lui Hristos, acest fapt este confirmat și în imnul religios Carmen Aurora, dar și în numele unui episcop creștin sanctificat cu numele de Sanct Lucifer din Cagliari, în secolul 4 en.
Lucifer este numele latin pentru "Steaua Dimineții", atât în proză, cât și în poezie, după cum se vede în lucrările lui Marcus Terentius Varro (116–27 BC), Cicero (106-43 BC) și ale altor scriitori latini timpurii.[5]
Cicero scria:
Stella Veneris, quae Φωσφόρος Graece, Latine dicitur Lucifer, cum antegreditur solem, cum subsequitur autem Hesperos[6]
Steaua lui Venus, numită Φωσφόρος în greacă și Lucifer în latină, când precede soarele, și Hesperos, când urmează acestuia.
Și Plinius cel Bătrân:
sidus appellatum Veneris … ante matutinum exoriens Luciferi nomen accipit … contra ab occasu refulgens nuncupatur Vesper[7]
Steaua numită Venus … când răsare dimineața, poartă numele de Lucifer … dar când luminează la apus, se numește Vesper.
Și poeții folosesc cuvântul "Lucifer". Ovidiu menționează de cel puțin 11 ori Steaua Dimineții în poeziile sale.
Virgiliu scria:
Luciferi primo cum sidere frigida rura
carpamus, dum mane novum, dum gramina canent[8]
Să ne grăbim, când apare Steaua Dimineții,
Către pășuni reci, cât ziua-i încă nouă, cât iarba-i înrourată.

## Literatură
- Tom Egeland, Evanghelia după Lucifer, 435 pagini, Editura ALLFA, 2016